# Sarai Gascón Moreno
Sarai Gascón Moreno (nascida em 16 de novembro de 1992) é uma nadadora paralímpica espanhola.

## Carreira
Representou a Espanha em três edições dos Jogos Paralímpicos — Pequim 2008, Londres 2012 e Rio 2016, conquistando a medalha de prata em todas essas ocasiões. Ficou com o bronze em 2012 nos 100 metros livre da classe S9.
Foi campeã mundial em 2013 e 2015.

## Reconhecimento
Em 2013 foi condecorada com a medalha de prata da Real Ordem ao Mérito Esportivo.